# Zgromadzenie Narodowe XIV kadencji w Libanie (2005–2009)
Zgromadzenie Narodowe XIV kadencji w Libanie – skład parlamentu Republiki Libańskiej wybrany w wyborach parlamentarnych w 2005 roku.

## Wybory parlamentarne
Zgromadzenie Narodowe zostało wybrane w terminie 29 maja – 19 czerwca 2005 roku. Zwycięstwo odniósł Sojusz 14 Marca, zdobywając 72 mandaty, resztę miejsc uzyskali politycy związani z Sojuszem 8 Marca.

## XIV kadencja

### Biuro Rady Parlamentarnej
- Przewodniczący Zgromadzenia Narodowego: Nabih Berri (Amal)
- Wiceprzewodniczący Zgromadzenia Narodowego: Farid Makari (Strumień Przyszłości)
- Sekretarze Generalni: Ajman Szukeir (Socjalistyczna Partia Postępu), Dżawad Bulos (Zgromadzenie Kurnet Szehwan)
- Delegaci Biura: Mohammad Kabbara (Blok Trypolijski), Michel Musa (Amal), Serż Torsarkisjan (Strumień Przyszłości)

### Bloki parlamentarne
- Sojusz 14 Marca (72): Strumień Przyszłości, Zgromadzenie Demokratyczne (Socjalistyczna Partia Postępu), Siły Libańskie, Zgromadzenie Kurnet Szehwan: (Kataeb, niezależni), Blok Trypolijski, Demokratyczny Ruch Lewicy, Demokratyczna Odnowa
- Blok Rozwoju i Oporu (35): Blok Rozwoju i Wyzwolenia (Amal), Blok Lojalności i Oporu (Hezbollah), Syryjska Partia Socjal-Nacjonalistyczna, Partia Baas, Ludowa Organizacja Naserystowska
- Blok Zmian i Reform (21): Wolny Ruch Patriotyczny, Libańska Partia Demokratyczna, Dasznak, Blok Skaff, Blok Michela Murra

### Deputowani
Muzułmanie:
- Sunnici: Kassem Abel Aziz, Mohammad al-Ahdab, Haszim Alam ad-Din, Mustafa Allousz, Aassem Aradżi, Azzam Dandaszi, Dżamal Dżarrah, Samir al-Dżisr, Walid Eido (zast. przez Mohammada Amina Itaniego), Ahmad Fatfat, Ahmad Fattusz, Mohammad Hadżdżar, Bahijja al-Hariri, Sad al-Hariri, Kassem Haszem, Mustafa Haszim, Ammar Houri, Ghounwa Jalloul, Mohammad Kabbani, Mohammad Kabbara, Mohammed Mrad, Kamel Raffi, Ossama Saad, Mohammad Safadi, Ismail Sukkarija, Bahij Tabbara, Alaaddin Terro
- Szyici: Ali Ammar, Ali Bazzi, Nabih Berri, Ali Hassan Chalil, Ali Chreis, Jassin Dżaber, Hassan Fadlallah, Mohammed Fneisz, Mohammad Hajdar, Hussein Hadżdż Hassan, Abbas Haszem, Ajjub Hmajjed, Hassan Huballah, Hussein el-Husseini, Hassan Jakub, Ghazi Jussef, Nasser Nasrallah, Ali Mekdad, Ali Osseiran, Mohammad Raad, Bassem Sabeh, Nawar Sahili, Abelmadżid Saleh, Amin Szuerri, Dżamal Takosz, Ghazi Zaajter, Abdel-Latif Zain
- Druzowie: Wael Abu Faour, Ghazi al-Aridi, Anwar al-Chalil, Walid Dżumblatt, Marwan Hamadeh, Fajsal Sajegh, Akram Szihajeb, Ajman Szukeir
- Alawici: Badr Wannous, Mustafa Ali Hussein

Chrześcijanie:
- Maronici: Nimatallah Abi Nasr, Georges Adwan, Elie Aoun, Michel Aoun, Salim Aoun, Elias Atallah, Samir Azar, Dżawad Bulos, Nabil Bustani, Joseph Chalil, Farid Elias al-Chazen, Walid al-Churi, Strida Dżadża, Bijar Amin al-Dżumajjil (zast. przez Kamila al-Churiego), Sulandż al-Dżumajjil, Abdallah Farhat, Samir Farandżijja, Antoine Ghanem, Robert Ghanem, Butrus Harb, Henry Hélou, Hadi Hbejsz, Ibrahim Kanaan, Elie Kairouz, Najla Moawad, Szamel Mozaja, Edmond Naim (zast. przez Pierre’a Dakkasza), Nabil Nicolas, Fouad Saad, Salim Salhab, Pierre Serhal, Nader Sukkar, Antoine Zahra, Gilberte Zwein
- Grekoprawosławni: Antoine Andraos, Maurice Fadel, Nicolas Ghosn, Farid Habib, Abdallah Hanna, Assad Hardan, Atef Majdalani, Kamil Maalouf, Farid Makari, Michel Murr, Ghassan Muchajber, Rijad Rahhal, Antoine Saad, Gebran Tueni (zast. przez Ghassana Tueniego)
- Grekokatolicy: Antoine al-Churi, Michel Faraon, Nicolas Fattusz, Marwan Fares, Edgar Maalouf, Michel Musa, Elias Skaff, Nehme Tohme
- Ormianie prawosławni: Jeghja Gerdżjan, George Kassardżi, Agop Kassardżjan, Jean Ogassapian, Hagop Pakradonian; Ormianie-katolicy: Serż Torsarkisjan
- Protestanci: Bassem Szab
- Pozostali: Nabil de Freij

### Przebieg kadencji
W latach 2005–2008 doszło do serii niewyjaśnionych morderstw znanych antysyryjskich polityków i dziennikarzy. Życie straciło wówczas czterech deputowanych libańskiego parlamentu. 12 grudnia 2005 roku w zamachu bombowym zginął Gebran Tueni, a niecały rok później zastrzelono Bijara Amina al-Dżumajjila (21 listopada). W 2007 roku zginęło dwóch następnych członków Zgromadzenia Narodowego: Walid Eido (13 czerwca) oraz Antoine Ghanem (19 września).
Podczas swojej kadencji parlament dwukrotnie udzielił wotum zaufania rządom, kierowanym przez Fouada Siniorę.
W listopadzie 2007 r. dobiegła końca kadencja prosyryjskiego prezydenta Emila Lahuda. Kilkanaście prób wyłonienia nowej głowy państwa przez Zgromadzenie Narodowe zakończyło się fiaskiem. W maju 2008 roku wybuchły walki pomiędzy zwolennikami rządu i opozycji, co doprowadziło do powstania najgroźniejszego kryzysu politycznego od czasu zakończenia wojny domowej. Dopiero mediacja Ligi Państw Arabskich zmusiła wrogie strony do podpisania porozumienia w Dosze w Katarze. W jego wyniku 25 maja 2008 roku parlament wybrał na prezydenta Libanu Michela Sulaimana, byłego dowódcę Libańskich Sił Zbrojnych.